# فرانسیس جی. نیولندز
فرانسیس گریفیث نیولندز (به انگلیسی: Francis Griffith Newlands) سناتور سابق عضو حزب دموکرات ایالات متحده آمریکا بود. وی در سال ۱۹۰۳ تا ۱۹۱۷ میلادی سناتور ایالت نوادا در سنای ایالات متحده آمریکا بود.